# پانرما ویلیج (تگزاس)
پانرما ویلیج، تگزاس (به انگلیسی: Panorama Village, Texas) یک شهر در ایالات متحده آمریکا با جمعیت ۱٬۹۶۵ نفر است که در تگزاس واقع شده‌است.

## موقعیت جغرافیایی
موقعیت جغرافیایی شهرها و مناطق اطراف به شرح زیر است: